# Gmach przy placu Sejmu Śląskiego 2
Gmach przy placu Sejmu Śląskiego 2 (pot. Dezember Palast, pałac Grudnia, pałac Grudniowy, Biały Dom, dom bez kantów, Forum Dezembrum) – budynek użyteczności publicznej, wzniesiony w 1979 roku w stylu późnego modernizmu, położony w Katowicach, przy placu Sejmu Śląskiego 2, siedziba instytucji kulturalnych, m.in. Katowic – Miasta Ogrodów, Muzeum Historii Komputerów i Informatyki, Teatru Korez, „Ultramaryny”.

## Historia
Budynek powstał z inicjatywy Komitetu Wojewódzkiego Polskiej Zjednoczonej Partii Robotniczej w Katowicach jako gmach Centrum Kształcenia Ideowo-Wychowawczego Kadr Robotniczych lub Centrum Doskonalenia Kadr Kierowniczych i Specjalistycznych. Głównym pomysłodawcą był Zdzisław Grudzień, I sekretarz KW PZPR (od jego nazwiska pochodzi potoczna nazwa obiektu). W drodze konkursu, spośród trzech przedsiębiorstw do sporządzenia projektu wybrano Biuro Projektów Przemysłu Hutniczego (Biprohut).
Na miejscu późniejszego gmachu znajdowały się budynek Hurtowni Wyrobów Tytoniowych z niewielkim ogrodem, zabudowa mieszkalna oraz willa, która była siedzibą Ministerstwa Górnictwa.
Budowa została rozpoczęta wiosną 1977 roku. Fakt potężnej inwestycji starano się zachować w tajemnicy przed władzami centralnymi z Edwardem Gierkiem na czele, czemu miała służyć działalność cenzury. Pieniądze na realizację przedsięwzięcia pochodziły prawdopodobnie częściowo z inwestycji Huty Katowice, z funduszu Wojewódzkiego Parku Kultury i Wypoczynku oraz z Narodowego Funduszu Ochrony Zdrowia, a także od wszystkich członków PZPR z województwa katowickiego. Wartość poniesionych kosztów nie jest znana. Sprzęt budowlany pochodził z Huty Katowice, prace prowadziło przedsiębiorstwo Budostal 4. Podczas wznoszenia obiektu doszło do pożaru spowodowanego warunkami, jakie panowały przy narzuconym dużym tempie prac budowlanych. Bezpośrednim powodem był zapłon styropianu podczas spawania. 10 grudnia 1979, podczas konferencji sprawozdawczo-wyborczej Komitetu Wojewódzkiego PZPR, budynek położony wówczas przy placu Feliksa Dzierżyńskiego oficjalnie oddano do użytku, otwarciu towarzyszyło wystąpienie Zdzisława Grudnia. Niedokończony obiekt po tym wydarzeniu został jednak ponownie zamknięty w celu sfinalizowania prac wykończeniowych.
Budynek Centrum Kształcenia Ideowo-Wychowawczego Kadr Robotniczych przemianowano na Salę Narad. 23 marca 1982 roku budynek przekazano pod zarząd Wojewódzkiej Hali Widowiskowo-Sportowej. W 1983 roku w gmachu utworzono Centrum Kultury (późniejsze nazwy: Górnośląska Macierz Kulturalna, Górnośląskie Centrum Kultury). W budynku działała Narodowa Orkiestra Symfoniczna Polskiego Radia w Katowicach, znajdował się tu oddział zbiorów specjalnych Biblioteki Śląskiej, jak również Centrum Scenografii Polskiej Muzeum Śląskiego oraz Centrum Dziedzictwa Kulturowego Górnego Śląska, od 2010 roku jako Centrum Kultury Katowice im. Krystyny Bochenek, które przekształcono w instytucję Katowice – Miasto Ogrodów.
Od 2002 roku w budynku mieści się siedziba redakcji pisma „Ultramaryna”, a w 2013 roku uruchomiono tam galerię pod roboczą nazwą Katowicki Skład Neonów. Gmach jest siedzibą instytucji Katowice – Miasto Ogrodów, Teatru Korez, Jazz Clubu Hipnoza, galerii sztuki (na 2. piętrze znajdowała się Galeria Piętro Wyżej).
W budynku odbywają się m.in. wystawy, festiwale, koncerty, przedstawienia teatralne czy targi.

## Architektura
Projekt budynku sporządziło Biuro Projektów Przemysłu Hutniczego pod kierownictwem Zbigniewa Antoszewskiego; głównym architektem projektu był wówczas niespełna 30-letni inżynier Zdzisław Stanik, wystrój wnętrz gmachu zaprojektował Wiktor Jackiewicz. Obiekt stylistycznie reprezentuje późny modernizm, zdaniem Krzysztofa Nawratka jeden z najciekawszych jego przykładów w Katowicach. Rustykalnie wykończone podpory kontrastują z wyżej położoną okładziną elewacji w postaci białych blaszanych kasetonów, które wykonał Mostostal Zabrze. Narożniki ścian zostały zaokrąglone, aby obiekt lepiej wizualnie wkomponował się w ciasne otoczenie.
Gmach został podpiwniczony w formie skrzyni żelbetowej, na głębokość około 10,5 m pod salą widowiskową i około 4,5 m pod pozostałą częścią. W podziemiach znajdują się dwie kondygnacje. Na płytszym poziomie dla partyjnych dostojników utworzono gabinet odnowy biologicznej, saunę, mały basen wyposażony w bicze wodne, salę hydroterapii, prysznice i salę gimnastyczną. W miejscu zlikwidowanej sali gimnastycznej urządzono drukarnię, później pomieszczenie zajął klub muzyczny. W miejscu sauny i basenu powstały biura dla pracowników drukarni, później zamienione w studio nagrań.
Na głębszym poziomie umieszczono szafy do sterowania klimatyzacją i oświetleniem, maszyny do napowietrzenia budynku, pompy wody oraz agregat wody lodowej. Agregat działał około 90 godzin podczas prób technicznych.
Konstrukcja nadziemna została oparta na stalowym szkielecie. Powierzchnia użytkowa wynosi 12,7 tys. m². Pod budynkiem miał znajdować się schron przeciwatomowy dla partyjnych dostojników oraz innych osobistości. Planowano wykonanie podziemnego tunelu łączącego obiekt z pobliskim gmachem Urzędów Niezespolonych, w którym mieściła się siedziba Komitetu Wojewódzkiego Polskiej Zjednoczonej Partii Robotniczej w Katowicach, zaniechano z jego wykonania z uwagi na szkody górnicze. W zamian zaprojektowano przewiązkę nad ulicą Ligonia (nie zachowała się), która łączyła biura Komitetu Wojewódzkiego w gmachu Urzędów Niezespolonych z podium w wielkiej sali.
Od strony placu Sejmu Śląskiego znajduje się monumentalna podwieszana sala widowiskowa na 1007 miejsc, pierwotnie zaprojektowana jako sala obrad, nazwano ją później Salą Koncertową im. Grzegorza Fitelberga. Panowała w niej odwrócona akustyka, tzn. najlepsza słyszalność była na scenie. Sala została oparta na czterech słupach, które zakotwiono w blokach żelbetowych. Zamontowano w niej tysiąc osiem foteli, które sprowadzono z Hiszpanii i zapłacono za nie węglem. Część konferencyjna z salą definiuje główną oś budynku, za nią znajdowała się część hotelowa z 80 pokojami oraz część gastronomiczna, która była wyposażona jadalnię oraz pomieszczenia kuchenne, w tym w obieralnię warzyw czy rozbieralnię mięs. Wyposażenie kuchni sprowadzono z NRD, nie zachowało się. Jadalnia, która mogła wydać równocześnie 1200 obiadów, była wykorzystana tylko raz, podczas próby generalnej przed jej otwarciem. W obiekcie zamontowano także sprowadzone ze Szwecji windy i pełną klimatyzację z USA.
Na fasadzie widnieje praca pt. „lub” Stanisława Dróżdża, o rozmiarach 35 × 12 m, którą zrealizowano w 2003 roku.

## Budynek w kulturze
Na temat gmachu powstał projekt teatralny pt. Dezember Palast Proces w reżyserii Jacka Jabrzyka i Sebastiana Majewskiego, który wystawiono 9 listopada 2014 roku w omawianym gmachu w ramach projektu Reaktor, który towarzyszył XVI edycji Ogólnopolskiego Festiwalu Sztuki Reżyserskiej „Interpretacje”. W tymże spektaklu odbył się swoisty sąd nad budynkiem, co było odwołaniem się do zbliżonych historycznych wydarzeń, np. sądu nad dzwonem.

## Galeria

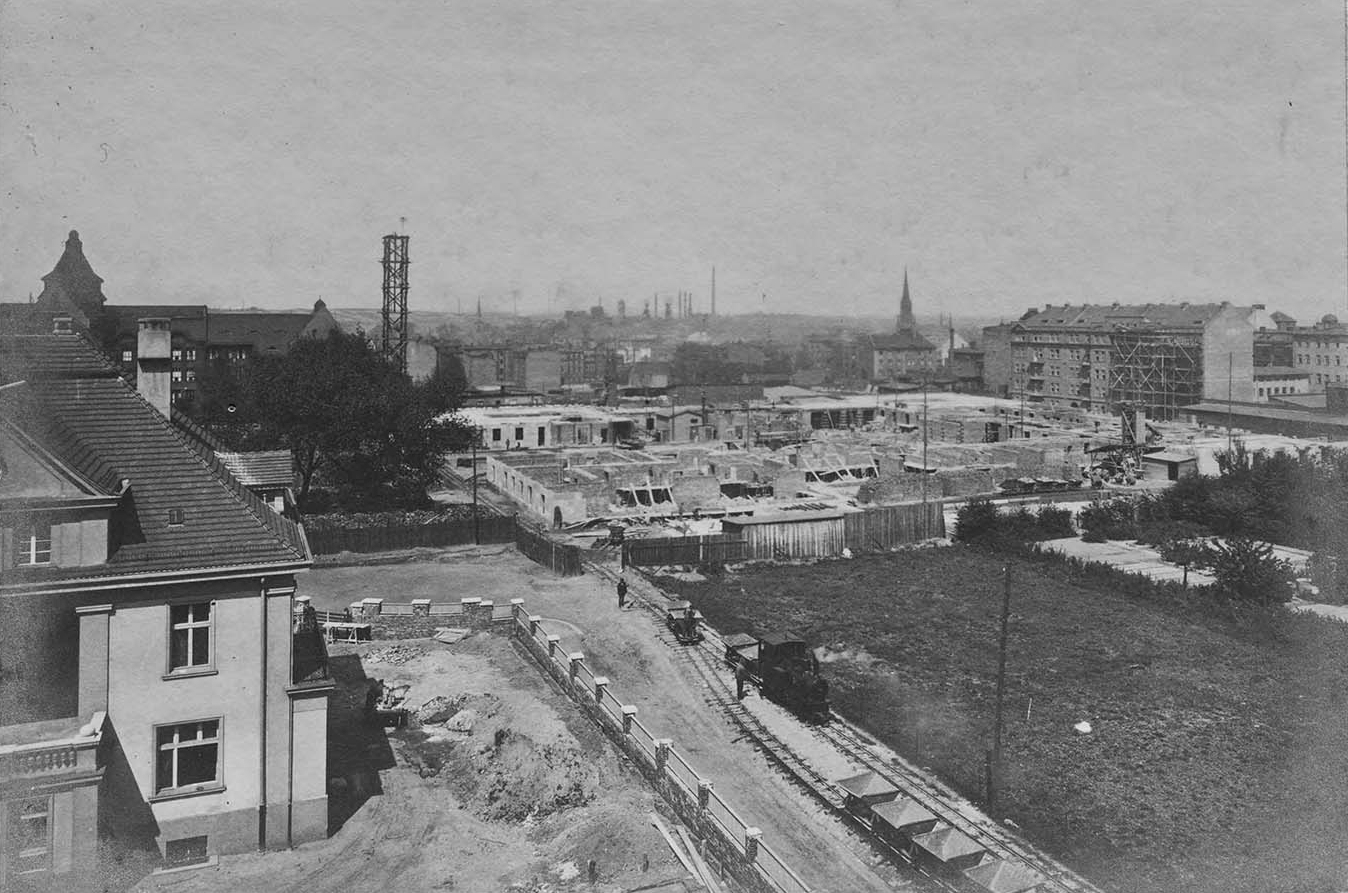
Przyszły plac Sejmu Śląskiego; po lewej willa wyburzona pod budowę gmachu (kwiecień 1925)
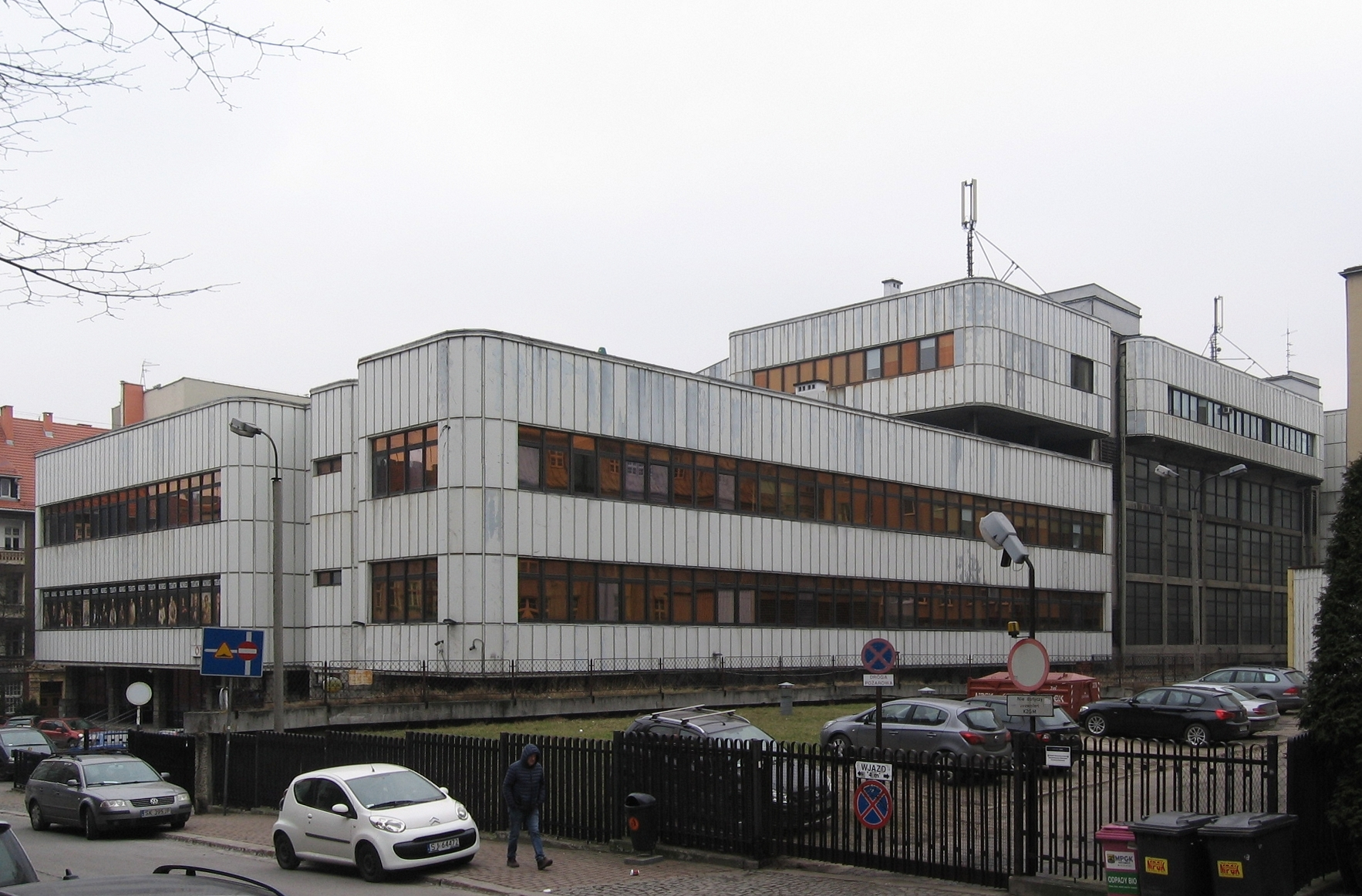
Gmach od strony ulicy Henryka Sienkiewicza (2018)
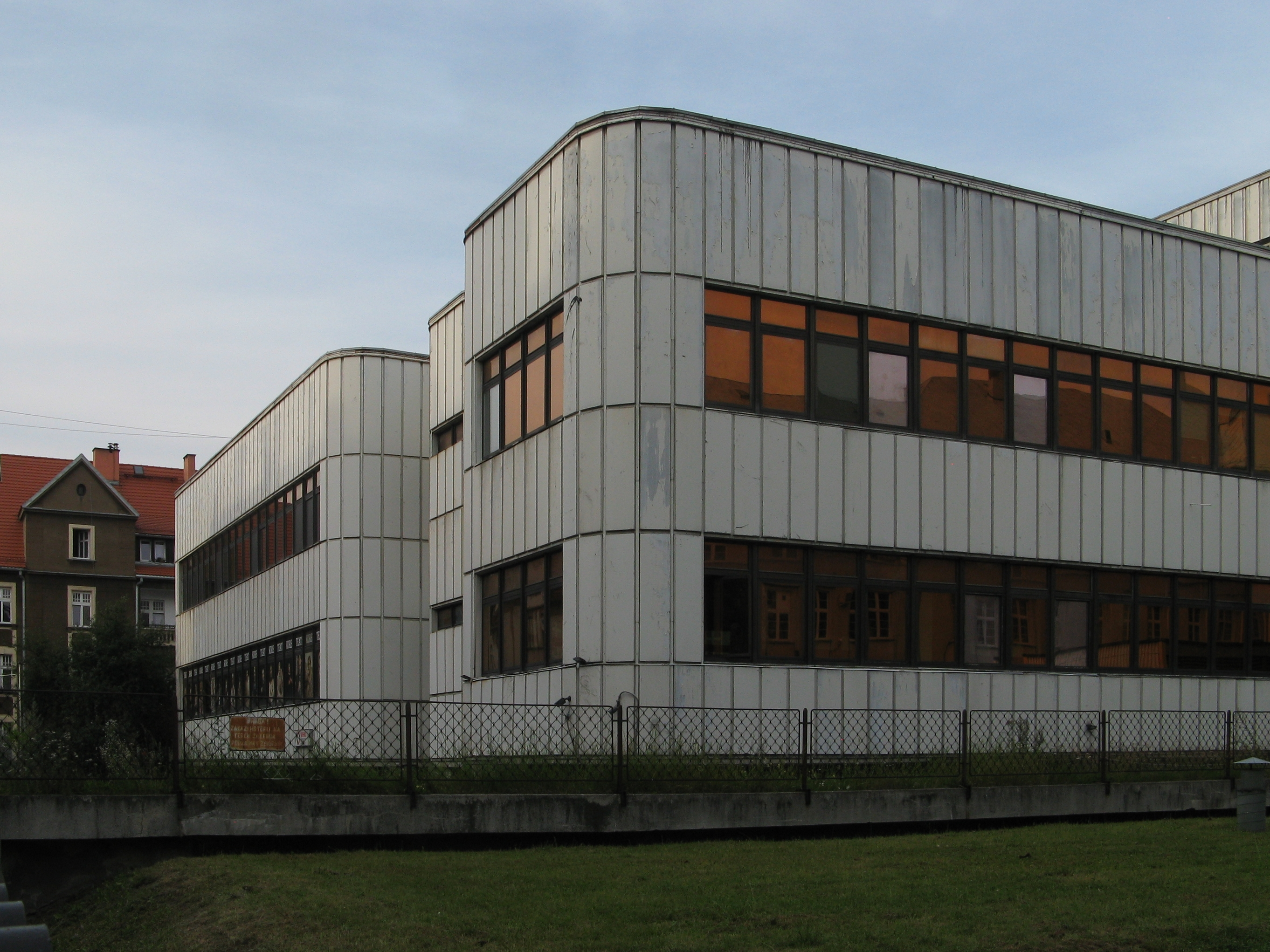
Elewacja południowo-zachodnia (2020)
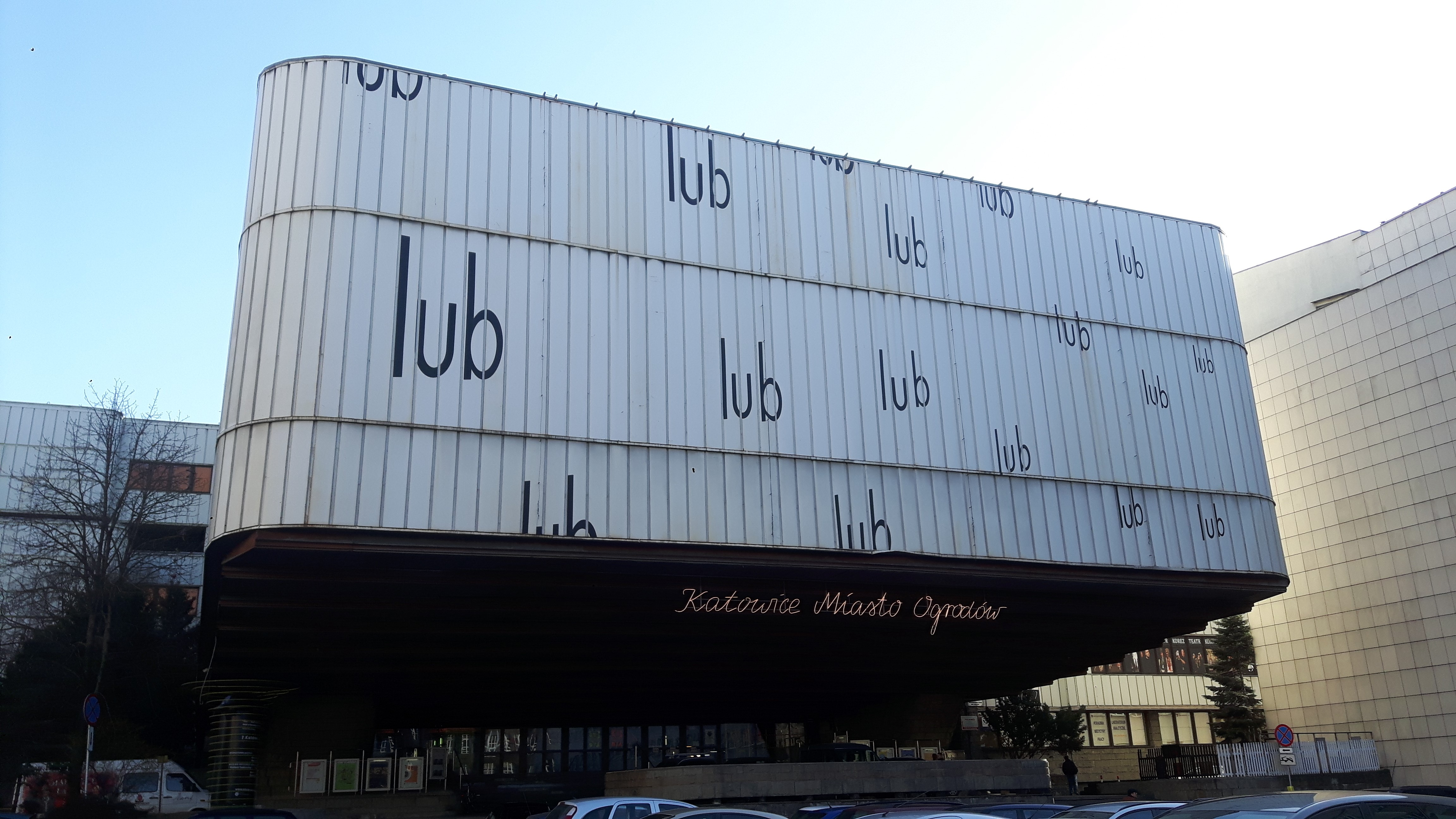
Elewacja frontowa (2018)
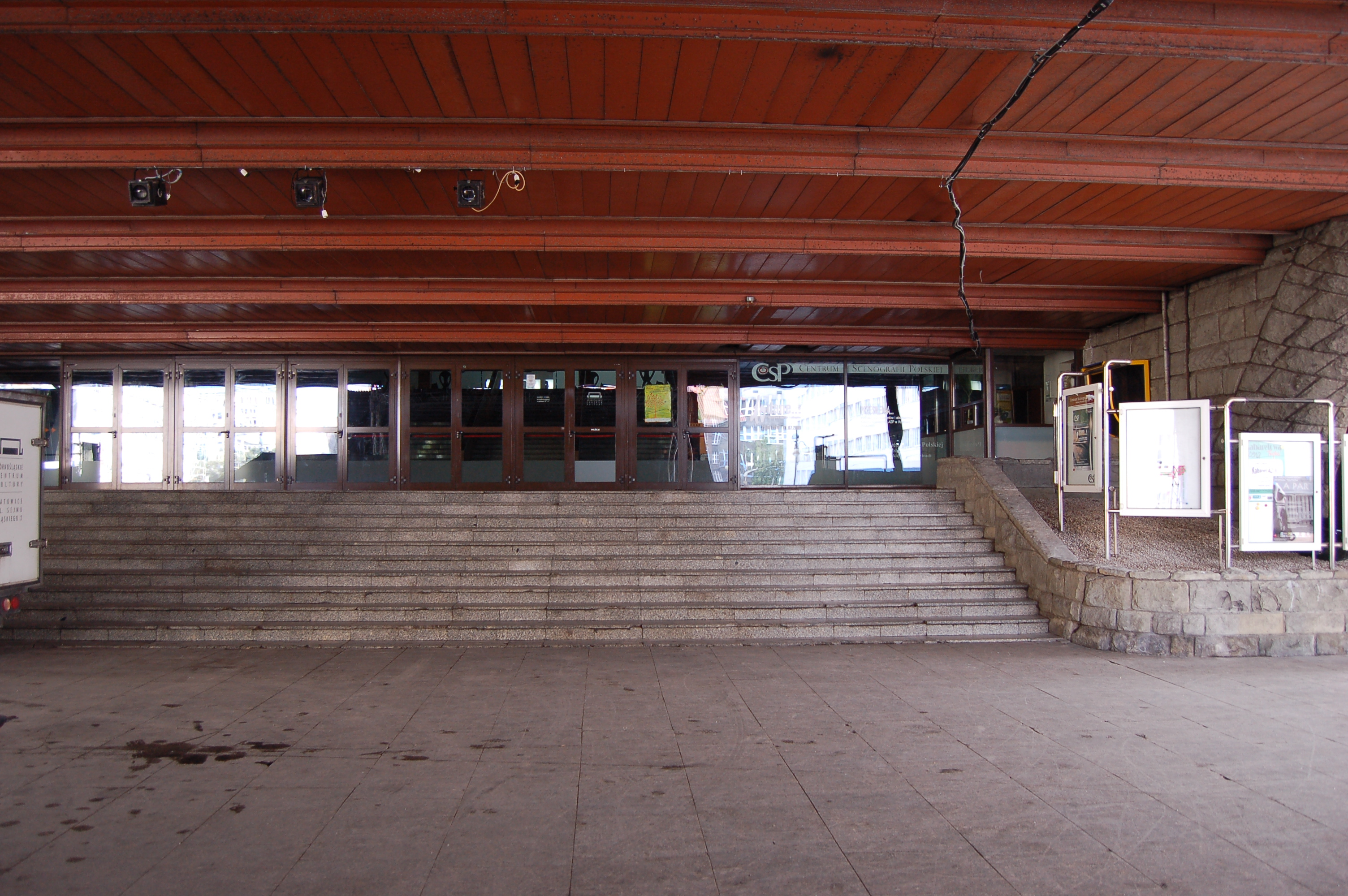
Wejście pod podwieszaną salą (2009)
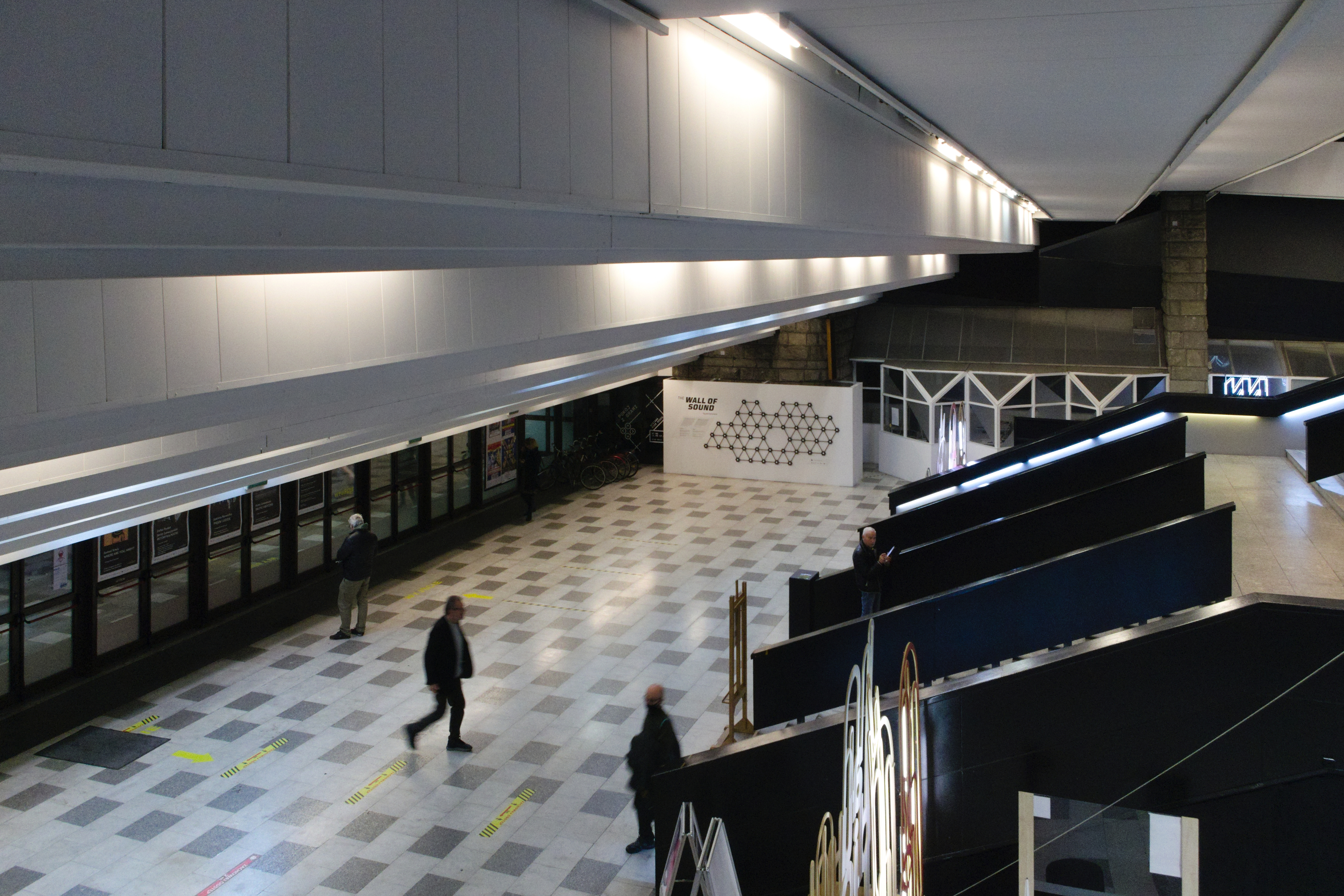
Hol wejściowy (2021)
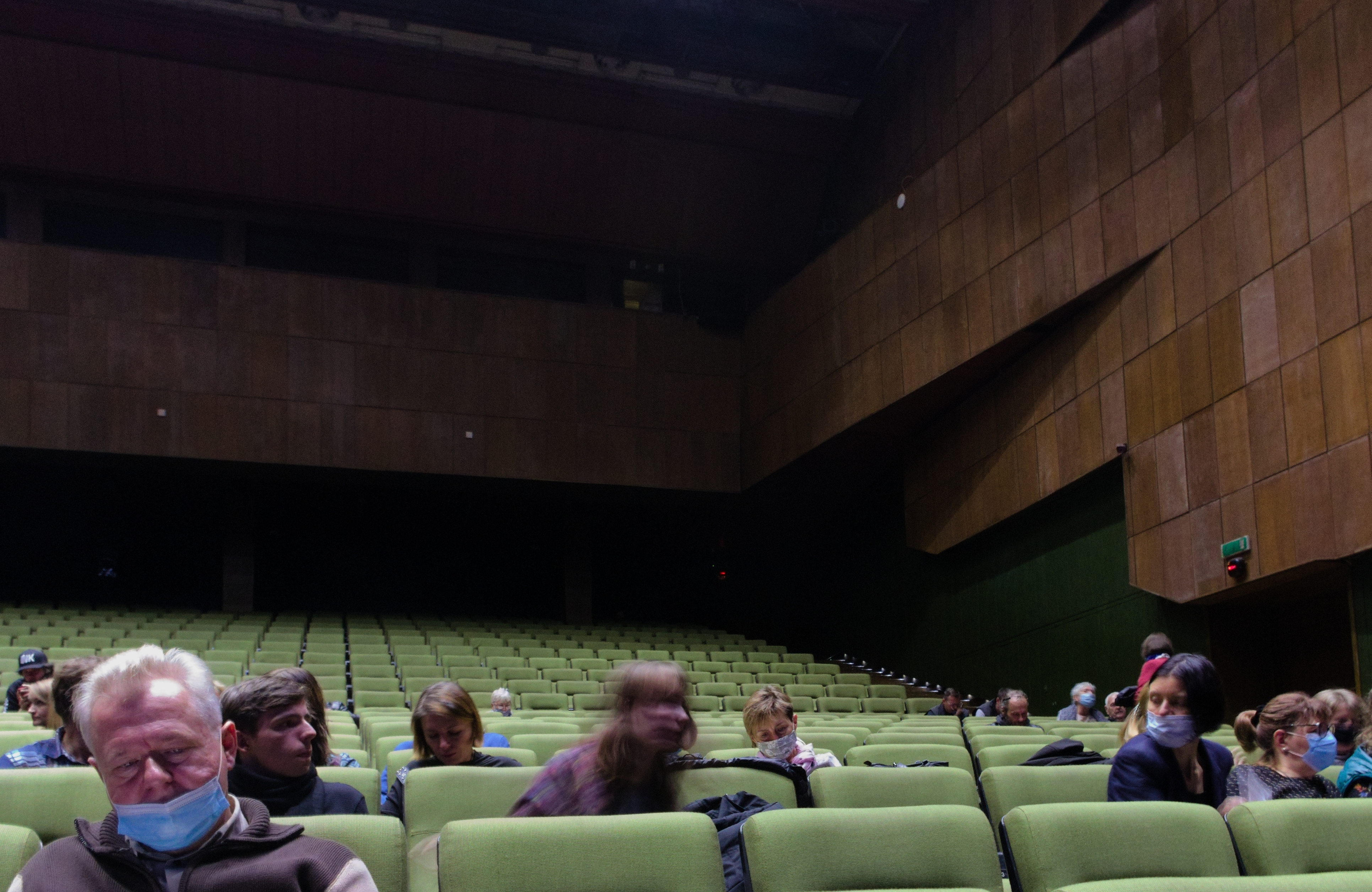
Sala koncertowa im. G. Fitelberga (2021)